# Uterus didelphys

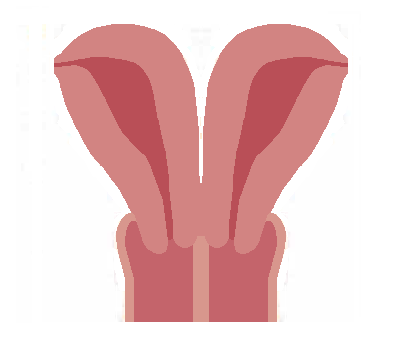

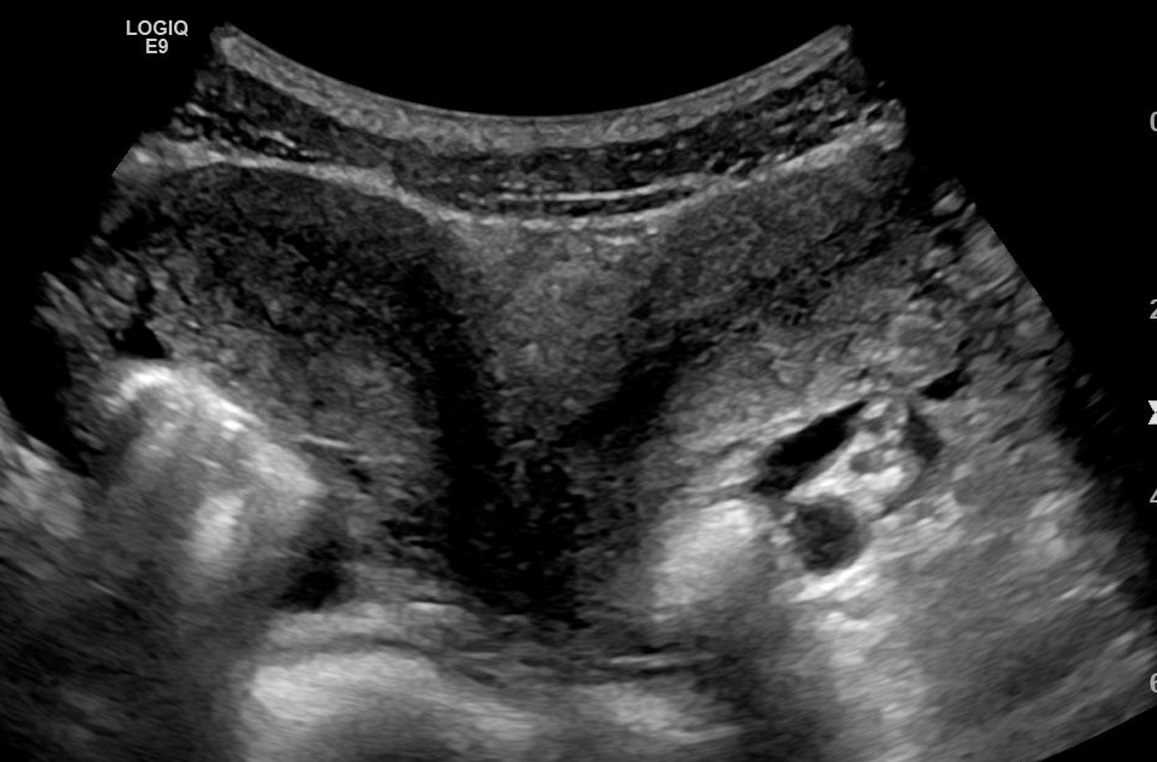
Uterus didelphys im Ultraschall

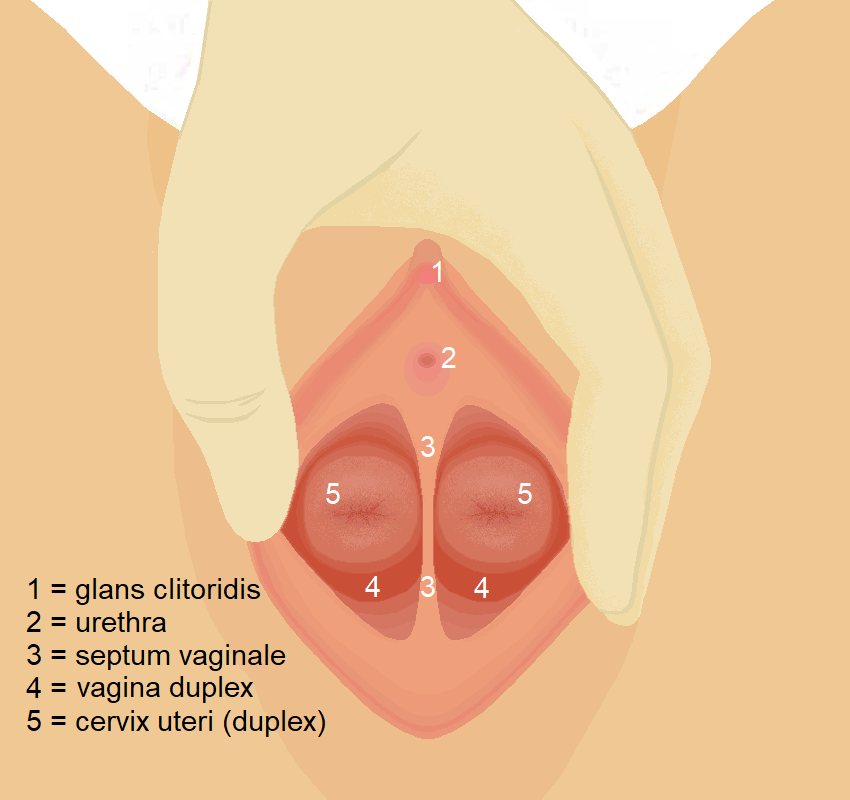
Vagina duplex mit Vaginalseptum und doppelter Cervix uteri. Bei diesem Befund muss untersucht werden, ob auch ein Uterus duplex vorliegt.

Der Uterus didelphys (von altgriechisch δίς, δί dis, di „zwei“ und δελφύς delphys „Gebärmutter“) ist eine angeborene Uterusfehlbildung mit Doppelanlage der Gebärmutter und der Vagina.
Synonyme sind:  bizervicaler Uterus bicornis; Uterus duplex, Uterus duplex bicollis.

## Pathologie
Es handelt sich um eine vollständige Doppelanlage der Gebärmutter einschließlich doppelter Zervix und häufig auch einer Doppelung der Vagina aufgrund einer Störung in der Embryonalentwicklung, bei der die Verschmelzung der unteren Anteile der Müller-Gänge ausgeblieben ist.

## Verbreitung
Der Uterus didelphys macht etwa 8 % aller Anomalien des Müller-Ganges aus. Die Prävalenz beträgt etwa 0,5 %.

## Klinische Erscheinungen
Klinische Kriterien sind:
- Doppelanlage von Corpus und Cervix uteri
- meist symptomlos, gelegentlich Dyspareunie aufgrund des Vaginalseptums (in 75 %)
- erhöhtes Risiko bei Schwangerschaften für Lageanomalien des Ungeborenen und Frühgeburten

Es besteht eine Assoziation mit Nierenagenesie und transversalen vaginalen Septen mit möglicher Obstruktion eines Hornes und einseitigem Hydrokolpos oder Hämatokolpos.

## Diagnose
Die Diagnose wird in der Regel durch Sonografie gestellt.  

## Differentialdiagnose
Abzugrenzen sind andere Uterusfehlbildungen wie Uterus bicornis und Uterus septus.

## Im Rahmen von Syndromen
Diese Fehlbildung kann auch beim OHVIRA-Syndrom (Uterus didelphys mit obstruierter Hemivagina und ipsilateraler Nierenagenesie) auftreten.